# Lijst van spelers van het Chinese voetbalelftal
Deze lijst van spelers van het Chinese voetbalelftal geeft een overzicht van alle voetballers die minimaal dertig interlands achter hun naam hebben staan voor de Volksrepubliek China. Vetgedrukte spelers zijn in 2016 of 2017 nog voor de nationale ploeg uitgekomen. Thans bestaat de groep van Chinese internationals met honderd of meer gespeelde interlands uit vier spelers, met Li Weifeng (李瑋峰) als recordinternational; hij beëindigde in 2011 zijn interlandcarrière. Li speelde 112 interlands. Hao Haidong (郝海東) is topscorer van het Chinees voetbalelftal met 41 doelpunten. Hao is daarmee in het mondiale interlandvoetbal geen uitschieter: op de ranglijst van topscorers staat hij niet binnen de top 100. Hetzelfde geldt voor Li, die op de lijst van meest gespeelde interlands net buiten de top 200 valt.

## Overzicht

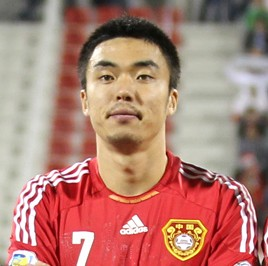
Zhao Xuri
2003–2008

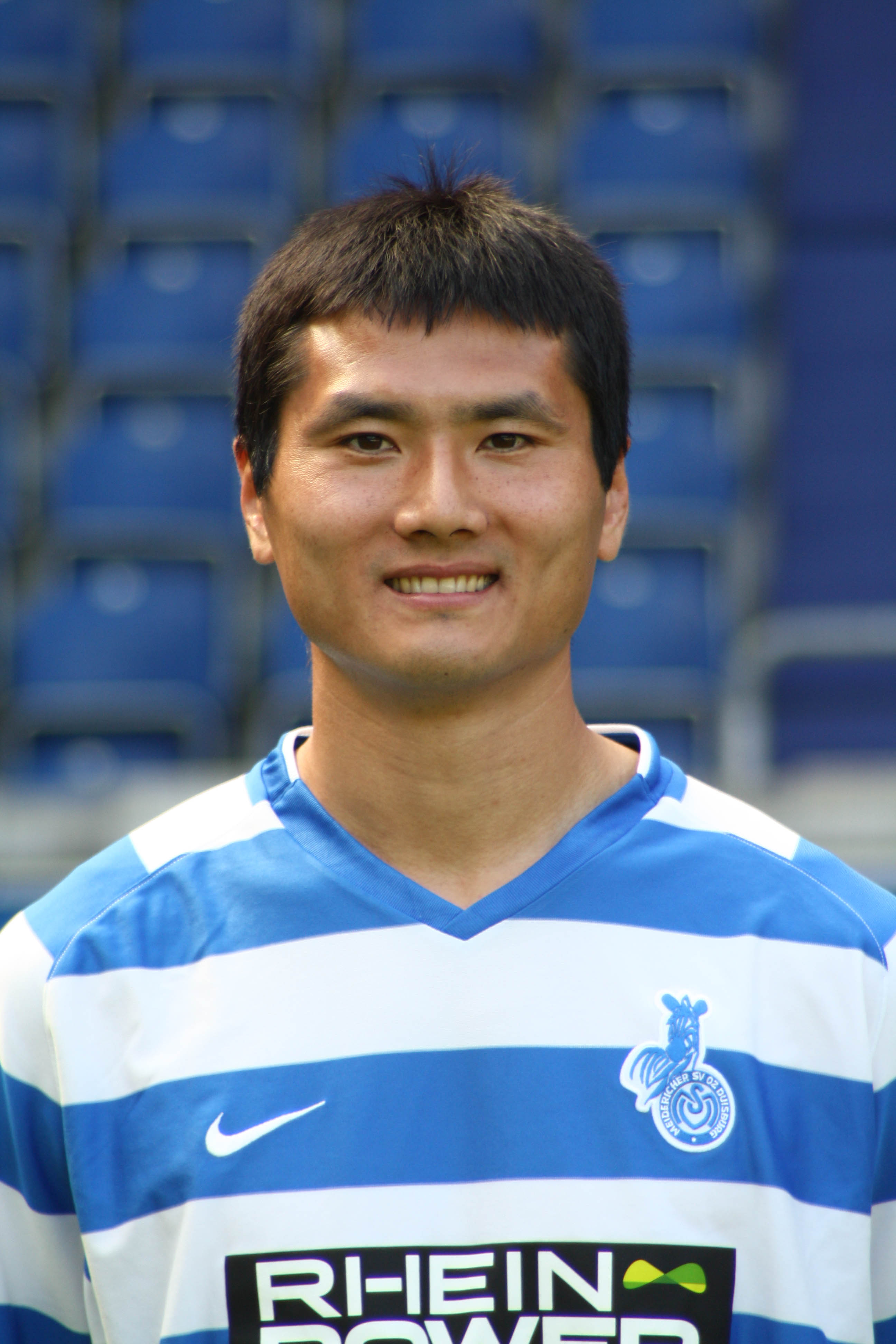
Shao Jiayi
2000–2010

- Bijgewerkt tot en met de WK-kwalificatiewedstrijd tegen  Qatar (2–1) op 5 september 2017.

| Naam speler    | Naam speler | Naam speler    | Debuut | Laatst | Interlands | Doelpunten |
| westers        | karakters   | hanyu pinyin   | Debuut | Laatst | Interlands | Doelpunten |
| -------------- | ----------- | -------------- | ------ | ------ | ---------- | ---------- |
| Li Weifeng     | 李瑋峰      | Lǐ Wěifēng     | 1998   | 2011   | 112        | 14         |
| Hao Haidong    | 郝海東      | Hǎo Hǎidōng    | 1992   | 2004   | 106        | 41         |
| Fan Zhiyi      | 范志毅      | Fàn Zhìyì      | 1992   | 2002   | 106        | 17         |
| Zheng Zhi      | 鄭智        | Zhèng Zhì      | 2002   | 2017   | 102        | 15         |
| Gao Lin        | 郜林        | Gào Lín        | 2005   | 2017   | 100        | 22         |
| Li Tie         | 李鐵        | Lǐ Tiě         | 1997   | 2007   | 92         | 6          |
| Li Ming        | 李明        | Lǐ Míng        | 1992   | 2004   | 86         | 8          |
| Ma Mingyu      | 馬明宇      | Mǎ Míngyǔ      | 1996   | 2002   | 86         | 12         |
| Zhu Bo         | 朱波        | Zhū Bō         | 1983   | 1993   | 86         | 1          |
| Sun Jihai      | 孫繼海      | Sūn Jìhǎi      | 1996   | 2008   | 80         | 1          |
| Qu Bo          | 曲波        | Qū Bō          | 2001   | 2013   | 78         | 18         |
| Zhao Xuri      | 趙旭日      | Zhào Xùrì      | 2003   | 2008   | 73         | 2          |
| Xu Yunlong     | 徐雲龍      | Xú Yúnlóng     | 2000   | 2008   | 72         | 7          |
| Zhao Junzhe    | 肇俊哲      | Zhào Jùnzhé    | 1998   | 2008   | 71         | 3          |
| Li Jinyu       | 李金羽      | Lǐ Jīnyǔ       | 1997   | 2008   | 70         | 24         |
| Du Wei         | 杜威        | Dù Wēi         | 2001   | 2016   | 70         | 4          |
| Sun Xiang      | 孫祥        | Sūn Xiáng      | 2002   | 2013   | 70         | 5          |
| Li Bing        | 黎兵        | Lí Bīng        | 1992   | 2001   | 67         | 19         |
| Ou Chuliang    | 區楚良      | Oū Chǔliáng    | 1992   | 2002   | 75         | 0          |
| Yu Hai         | 于海        | Yú Hǎi         | 2009   | 2016   | 72         | 11         |
| Hao Junmin     | 蒿俊閔      | Hāo Jùnmǐn     | 2005   | 2017   | 69         | 15         |
| Zhang Linpeng  | 張琳芃      | Zhāng Línpéng  | 2009   | 2017   | 66         | 5          |
| Feng Xiaoting  | 馮瀟霆      | Féng Xiāotíng  | 2004   | 2017   | 64         | 0          |
| Zhang Enhua    | 張恩華      | Zhāng Ēnhuá    | 1995   | 2002   | 62         | 7          |
| Lin Lefeng     | 林乐丰      | Lín Lèfēng     | 1977   | 1985   | 59         | 3          |
| Chi Shangbin   | 迟尚斌      | Chí Shàngbīn   | 1975   | 1982   | 58         | 11         |
| Liu Haiguang   | 柳海光      | Liǔ Hǎiguāng   | 1983   | 1990   | 57         | 20         |
| Jia Xiuquan    | 賈秀全      | Jiǎ Xiùquán    | 1983   | 1992   | 55         | 9          |
| Peng Weiguo    | 彭偉國      | Péng Wěiguó    | 1992   | 1997   | 54         | 11         |
| Zuo Shusheng   | 左樹聲      | Zuǒ Shùshēng   | 1978   | 1985   | 54         | 15         |
| Su Maozhen     | 宿茂臻      | Sù Màozhēn     | 1994   | 2002   | 53         | 27         |
| Wu Chengying   | 吴承瑛      | Wú Chéngyīng   | 1996   | 2002   | 53         | 2          |
| Yang Xu        | 楊旭        | Yáng Xù        | 2009   | 2016   | 52         | 26         |
| Yu Hanchao     | 于漢超      | Yú Hànchāo     | 2009   | 2017   | 52         | 8          |
| Jiang Jin      | 江津        | Jiāng Jīn      | 1997   | 2002   | 52         | 0          |
| Liu Jianye     | 劉建業      | Liú Jiànyè     | 2009   | 2015   | 50         | 0          |
| Mai Chao       | 麥超        | Mài Chāo       | 1986   | 1992   | 49         | 16         |
| Wu Lei         | 武磊        | Wǔ Lěi         | 2010   | 2017   | 49         | 10         |
| Xie Yuxin      | 謝育新      | Xiè Yùxīn      | 1989   | 1996   | 47         | 11         |
| Gu Guangming   | 古廣明      | Gǔ Guǎngmíng   | 1980   | 1992   | 46         | 11         |
| Guo Yijun      | 郭億軍      | Guō Yìjūn      | 1986   | 1992   | 45         | 1          |
| Rong Hao       | 榮昊        | Róng Hào       | 2009   | 2016   | 45         | 0          |
| Ma Lin         | 馬林        | Mǎ Lín         | 1984   | 1990   | 45         | 21         |
| Huang Bowen    | 黃博文      | Huáng Bówén    | 2008   | 2017   | 44         | 3          |
| Yu Dabao       | 于大寶      | Yú Dàbǎo       | 2010   | 2017   | 43         | 16         |
| Li Hui         | 李辉        | Lǐ Huī         | 1984   | 1988   | 43         | 14         |
| Zhou Haibin    | 周海濱      | Zhōu Hǎibīn    | 2003   | 2011   | 43         | 3          |
| Wu Xi          | 吳曦        | Wú Xī          | 2011   | 2017   | 43         | 3          |
| Zeng Cheng     | 楊昊        | Zēng Chéng     | 2009   | 2017   | 45         | 0          |
| Xu Hong        | 徐弘        | Xú Hóng        | 1992   | 1998   | 41         | 3          |
| Shao Jiayi     | 邵佳一      | Shào Jiāyī     | 2000   | 2010   | 41         | 8          |
| Zhao Peng      | 趙鵬        | Zhào Péng      | 2009   | 2013   | 40         | 5          |
| Shen Si        | 申思        | Shēn Sì        | 1995   | 2002   | 40         | 3          |
| Yang Zhi       | 杨智        | Yáng Zhì       | 2006   | 2016   | 40         | 0          |
| Lü Hongxiang   | 呂洪祥      | Lǚ Hóngxiáng   | 1983   | 1986   | 40         | 0          |
| Qi Hong        | 祁宏        | Qí Hóng        | 2000   | 2003   | 39         | 11         |
| Li Xiaopeng    | 李霄鵬      | Lǐ Xiāopéng    | 2000   | 2004   | 39         | 3          |
| Zhang Yaokun   | 張耀坤      | Zhāng Yàokūn   | 2004   | 2009   | 39         | 3          |
| Shen Xiangfu   | 瀋祥福      | Shěn Xiángfú   | 1977   | 1986   | 37         | 7          |
| Tang Yaodong   | 唐堯東      | Táng Yáodōng   | 1985   | 1990   | 37         | 4          |
| Liu Jian       | 劉健        | Liú Jiàn       | 2007   | 2013   | 37         | 4          |
| Yang Hao       | 楊昊        | Yáng Hào       | 2009   | 2014   | 37         | 2          |
| Wu Qunli       | 吳群立      | Wú Qúnlì       | 1985   | 1993   | 36         | 6          |
| Zheng Bin      | 鄭斌        | Zhèng Bīn      | 2003   | 2008   | 36         | 1          |
| Yang Chen      | 楊晨        | Yáng Chén      | 1995   | 2004   | 35         | 11         |
| Han Peng       | 韓鵬        | Hán Péng       | 2006   | 2014   | 35         | 10         |
| Sun Ke         | 孫可        | Sūn Kě         | 2013   | 2016   | 35         | 7          |
| Li Fusheng     | 李富胜      | Lǐ Fùshēng     | 1975   | 1984   | 35         | 0          |
| Rong Zhihang   | onbekend    | onbekend       | 1973   | 1982   | 34         | 9          |
| Gao Sheng      | 高昇        | Gāo Shēng      | 1983   | 1990   | 34         | 3          |
| Yang Pu        | 楊璞        | Yáng Pú        | 2001   | 2004   | 34         | 0          |
| Gao Feng       | 高峰        | Gāo Fēng       | 1992   | 1997   | 32         | 9          |
| Deng Zhuoxiang | 鄧卓翔      | Dèng Zhuōxiáng | 2009   | 2011   | 32         | 8          |
| Jiang Ning     | 姜寧        | Jiāng Nìng     | 2008   | 2016   | 32         | 6          |
| Cao Yang       | 曹陽        | Cáo Yáng       | 2002   | 2010   | 32         | 2          |
| Ren Hang       | 任航        | Rén Háng       | 2014   | 2017   | 32         | 1          |
| Wang Dong      | 王棟        | Wáng Dòng      | 2006   | 2009   | 30         | 4          |
| Li Yi          | 李毅        | Lǐ Yì          | 2001   | 2006   | 30         | 2          |
| Wei Xin        | 魏新        | Wèi Xīn        | 2001   | 2005   | 30         | 0          |

CFA · A-internationals · Selecties · Bondscoaches · Statistieken · Chinees vrouwenelftal · China U21 · China U20 · China U19 · China U18 · China U17
1948 – 1969 · 
1970 – 1979 · 
1980 – 1989 · 
1990 – 1999 · 
2000 – 2009 · 
2010 – 2019 ·
2020 − 2029
Azië Cup 1976 · 
Azië Cup 1980 · 
Azië Cup 1984 · 
Azië Cup 1988 · 
Azië Cup 1992 · 
Azië Cup 1996 · 
Azië Cup 2000 · 
Azië Cup 2004 · 
Azië Cup 2007 · 
Azië Cup 2011
WK 2002
OS 1988 · 
OS 2008
1948 · 
1949–1951 · 
1952 · 
1953–1955 · 
1956 · 
1957 · 
1958 · 
1959 · 
1960 · 
1961–1962 · 
1963 · 
1964 · 
1965 · 
1966 · 
1967–1970 · 
1971 · 
1972 · 
1973 · 
1974 · 
1975 · 
1976 · 
1977 · 
1978 · 
1979 · 
1980 · 
1981 · 
1982 · 
1983 · 
1984 · 
1985 · 
1986 · 
1987 · 
1988 · 
1989 · 
1990 · 
1991 · 
1992 · 
1993 · 
1994 · 
1995 · 
1996 · 
1997 · 
1998 · 
1999 · 
2000 · 
2001 · 
2002 · 
2003 · 
2004 · 
2005 · 
2006 · 
2007 · 
2008 · 
2009 · 
2010 · 
2011 · 
2012 · 
2013 · 
2014 ·
2015 ·
2016 ·
2017 ·
2018 ·
2019 ·
2020 ·
2021
Afghanistan ·
Albanië ·
Algerije ·
Andorra ·
Argentinië ·
Australië ·
Bahrein ·
Bangladesh ·
Bhutan ·
Bosnië en Herzegovina ·
Botswana ·
Brazilië ·
Brunei ·
Cambodja ·
Canada ·
Chili ·
Colombia ·
Congo-Kinshasa ·
Costa Rica ·
Cuba ·
Duitsland ·
Egypte ·
El Salvador ·
Engeland ·
Estland ·
Fiji ·
Filipijnen ·
Finland ·
Frankrijk ·
Gambia ·
Ghana ·
Groot-Brittannië ·
Guam ·
Guinee ·
Haïti ·
Honduras ·
Hongarije ·
Hongkong ·
Ierland ·
IJsland ·
India ·
Indonesië ·
Irak ·
Iran ·
Italië ·
Jamaica ·
Japan ·
Jemen ·
Joegoslavië ·
Jordanië ·
Kazachstan ·
Kenia ·
Kirgizië ·
Koeweit ·
Kroatië ·
Laos ·
Letland ·
Libanon ·
Liechtenstein ·
Macau ·
Malediven ·
Maleisië ·
Mali ·
Marokko ·
Mexico ·
Myanmar ·
Nederland ·
Nepal ·
Nieuw-Zeeland ·
Noord-Korea ·
Noord-Macedonië ·
Noorwegen ·
Oezbekistan ·
Oman ·
Pakistan ·
Palestina ·
Papoea-Nieuw-Guinea ·
Paraguay ·
Peru ·
Polen ·
Portugal ·
Qatar ·
Roemenië ·
Saoedi-Arabië ·
Senegal ·
Servië ·
Servië en Montenegro ·
Sierra Leone ·
Singapore ·
Slovenië ·
Soedan ·
Somalië ·
Sovjet-Unie ·
Spanje ·
Sri Lanka ·
Syrië ·
Tadzjikistan ·
Tanzania ·
Thailand ·
Trinidad en Tobago ·
Tsjechië ·
Tunesië ·
Turkije ·
Turkmenistan ·
Uruguay ·
Venezuela ·
Verenigde Arabische Emiraten ·
Verenigde Staten ·
Vietnam ·
Wales ·
Zambia ·
Zimbabwe ·
Zuid-Korea ·
Zweden ·
Zwitserland
Brazilië (2002) · 
Costa Rica (2002)